# Lockheed Little Dipper
Lockheed Little Dipper (Model 33) – amerykański, jednomiejscowy samolot szkolny, wybudowany w wytwórni Lockheed Corporation w pierwszej połowie lat czterdziestych XX wieku.

## Historia
Samolot z własnej inicjatywy zaprojektował inżynier Lockheeda pracujący w zakładach w Burbank, John Thorp. Jego celem była budowa prostej maszyny, taniej w eksploatacji, którą mógłby szybko opanować nawet mniej doświadczony pilot. Projektem zainteresował się Mac Short, szef działu wytwórni zajmującego się projektami specjalnymi (Special Projects Group). Dzięki jego staraniom, w kwietniu 1944 roku, wysiłek zbudowania maszyny wziął na siebie Lockheed, nadając jej własne oznaczenie Model 33. Jako że trwała wojna, projekty cywilne wytwórni lotniczych obwarowane były restrykcjami wojskowymi. Cały wysiłek produkcyjny miał być przeznaczony na rzecz sił powietrznych, marynarki i armii. Aby pomimo tego zbudować samolot, Lockheed zainteresował United States Army nową konstrukcją, przedstawiając ją pod nazwą Air Trooper, mającą pełnić rolę latającego motocykla dla żołnierzy. Armia zainteresowała się „latającym motocyklem” udzielając zgody na budowę dwóch prototypów. Pierwszy z nich wzbił się do swojego dziewiczego lotu w sierpniu 1944 roku, za jego sterami siedział Bud Martin. W powietrzu maszyna zachowywała się poprawnie spełniając oczekiwania konstruktorów. Niestety dla samolotu Armia straciła zainteresowanie maszyną. Licząc jednak na powojenny wzrost wielkości rynku samolotów cywilnych, Lockheed kontynuował budowę drugiego prototypu. Plany wytwórni wobec swojej konstrukcji nie spełniły się, powojenny rynek niewielkich samolotów cywilnych zdominowały tanie i szeroko dostępne samolot z demobilu. Obydwa istniejące prototypy (w tym jeden nieukończony) zostały zezłomowane w styczniu 1947 roku.

## Konstrukcja
Little Dipper był wolnonośnym, jednomiejscowym średniopłatem, napędzanym tłokowym silnikiem Franklin 2A4-49, zaprojektowanym w firmie Air-Cooled Motors, a zbudowanym przez Franklin Engine Company. Była to dwucylindrowa jednostka chłodzona powietrzem, napędzająca dwułopatowe śmigło. Pierwotnie samolot zaprojektowano z odkrytą kabiną, ale wersja ostateczna miała kabinę pilota w pełni zakrytą. Prostokątne skrzydła z niewielkim wzniosem, klasyczne usterzenie. Samolot posiadał stałe, trójpodporowe podwozie z przednim podparciem. Maszyna charakteryzowała się cechami STOL, jej rozbieg wynosił zaledwie 31 metrów.